# Уравнение на Хелмхолц
Уравнението на Хелмхолц е частно диференциално уравнение от вида:
{\displaystyle (\nabla ^{2}+k^{2})A=0}
където {\displaystyle \nabla ^{2}} е операторът на Лаплас, {\displaystyle k} е константа, а {\displaystyle A=A(x,y,z)} е неизвестната функция.
Уравнението е наречено на германския учен Херман фон Хелмхолц и обикновено се използва при решаване чрез разделяне на променливите на физични задачи, включващи частни диференциални уравнения.